# Tumansky R-11
El Tumansky R-11 (inicialmente AM-11) es un motor turborreactor.

## Diseño y desarrollo
El Tumansky R-11 fue desarrollado por A.A. Mikulin, S.K. Tumansky y B.S. Stechkin como un turborreactor de gran altura con compresor axial de dos ejes, sin postcombustión, para el avión de reconocimiento Yakovlev Yak-25RV. Este motor fue el primer turborreactor de doble eje soviético. Entró en funcionamiento a principios de 1956. El diseño básico tuvo mucho éxito y fue desarrollado como los Tumansky R-13 y Tumansky R-25. El Tumansky R-21 experimental fue una evolución del R-11. Se construyeron un total de 20.900 motores R-11.

## Variantes
- R-11V-300 - primera versión de producción, gran altura, sin postcombustión
- R-11F-300 (R-37F) - versión con postcombustión, entró en producción en 1956, usado en los MiG-21F, P y U.
- R-11AF-300 - versión mejorada para los Yakovlev Yak-28B, L y U.
- R-11F2-300 - nuevos compresor, postcombustión y tobera, usado en los MiG-21P, PF y FL.
- R-11AF2-300 - R-11F2-300 adaptado para los Yakovlev Yak-28I, R y P.
- R-11F2S-300 - versión actualizada para los MiG-21PFM, PFS, S, U y UM, y para los Sukhoi Su-15, UT y UM.
- Shenyang WP-7, copia china bajo licencia del R-11.

## Especificaciones (R-11F2S-300)
- Tipo: turborreactor con postcombustión
- Largo: 4600 mm
- Diámetro: 906 mm
- Peso: 1.124 kg
- Compresor: axial, 3 etapas de baja presión, 3 etapas de alta presión
- Relación de compresión: 8,9:1
- Empuje:
  - 38,7 kN potencia militar
  - 60,6 kN con postcombustión
- Temperatura de la turbina: 955 °C
- Consumo
  - 97 kg/(h·kN) en ralentí
  - 242 kg/(h·kN) con postcombustión
- Peso/potencia: 53,9 N/kg (5,5:1)